# Berriozábal
La città di Berriozábal è a capo dell'omonimo comune, nello stato del Chiapas, Messico. Conta 23 313 abitanti secondo le stime del censimento del 2005 e le sue coordinate sono 16°47'N 93°16'W.

Il nome è stato scelto in onore dell'illustre liberale che combatté i francesi Felipe B. Berriozábal.

Dal 1983, in seguito alla divisione del Sistema de Planeación, è ubicata nella regione economica I: CENTRO.